# 多明尼加地理区划

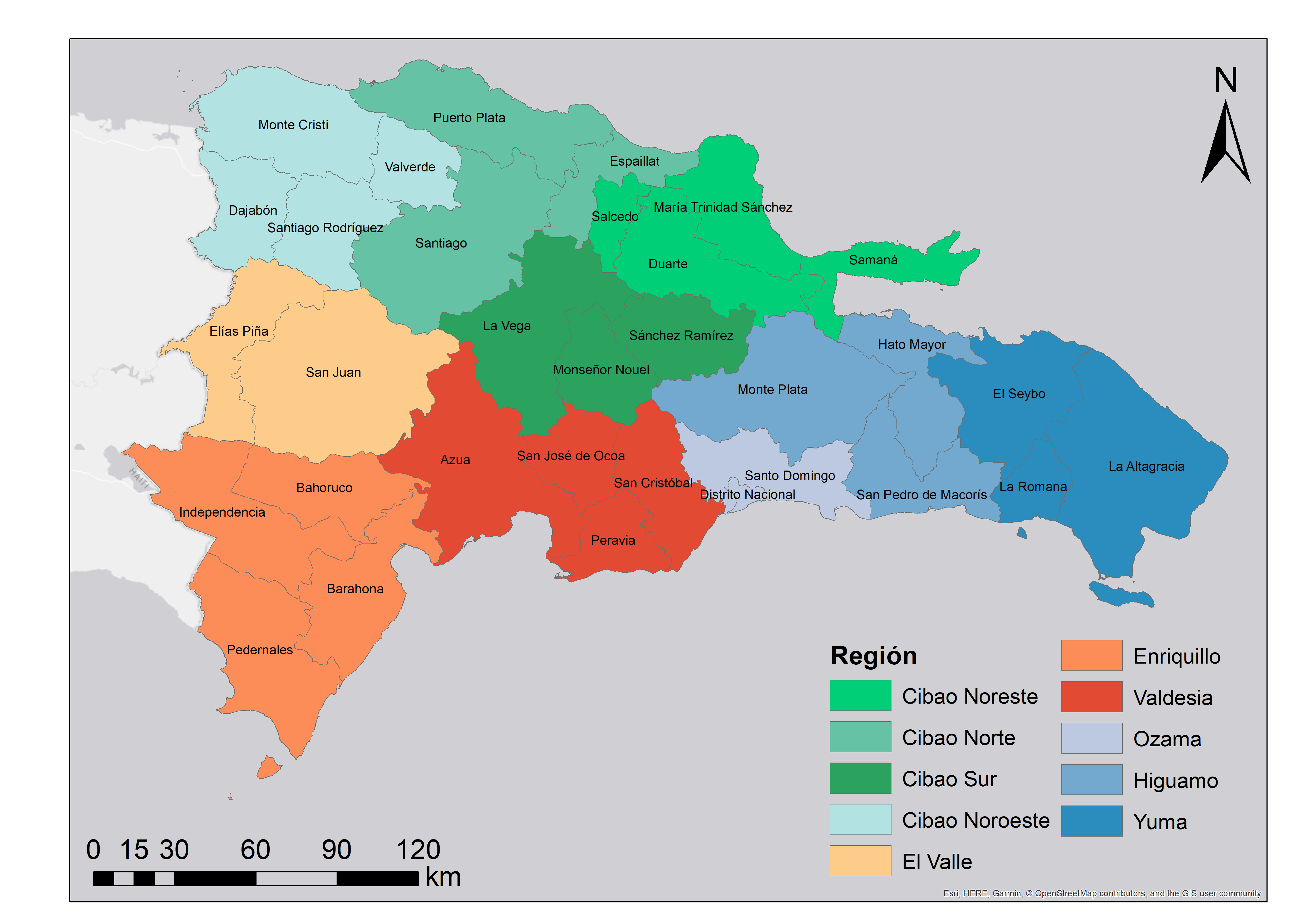
多明尼加地理分區

多明尼加共和國可分為3個區域：錫瓦奧/北部、南部和東部。而3大區域又細分為10個地區。

## 列表

### 北部/錫瓦奧（Norte/Cibao）
- 錫瓦奧東北（Cibao Nordeste）

面積：4,125.5 km²，人口：624,186
杜阿爾特省、瑪麗亞·特立尼達·桑切斯省、米拉瓦爾姐妹省、薩馬納省
- 錫瓦奧北（Cibao Norte）

面積：5,454.9 km²，人口：1,516,957
埃斯派亞省、普拉塔港省、聖地牙哥省
- 錫瓦奧南（Cibao Sur）

面積：4,470.3 km²，人口：710,821
拉貝加省、桑切斯·拉米雷斯省、諾埃爾主教省
- 錫瓦奧西北（Cibao Noroeste）

面積：4,877.6 km²，人口：394,068
達哈翁省、蒙特克里斯蒂省、聖地牙哥·羅德里格斯省、巴尔韦德省

### 南部（Sur）
- 埃爾巴列（El Valle）

面積：4,795.3 km²，人口：295,362
埃利亞斯·皮尼亞省、聖胡安省
- 恩里基約（Enriquillo）

面積：7,033.0 km²，人口：368,594
巴奧魯科省、巴拉奧納省、獨立省、佩德納萊斯省
- 瓦爾德西亞（Valdesia）

面積：5,561.7 km²，人口：1,028,129
阿蘇阿省、佩拉維亞省、圣克里斯托瓦尔省、圣何塞德奥科阿省

### 東部（Este）
- 奧薩馬（Ozama）

面積：1,393.8 km²，人口：3,339,410
聖多明哥省、國家特區
- 伊瓜莫（Higuamo）

面積：5,175.2 km²，人口：561,431
聖佩德羅-德馬科里斯省、蒙特普拉塔省、阿托馬約爾省
- 尤馬（Yuma）

面積：5,438.9 km²，人口：606,323
埃爾塞沃省、拉阿爾塔格拉西亞省、拉羅馬納省